# 芝浦埠頭站

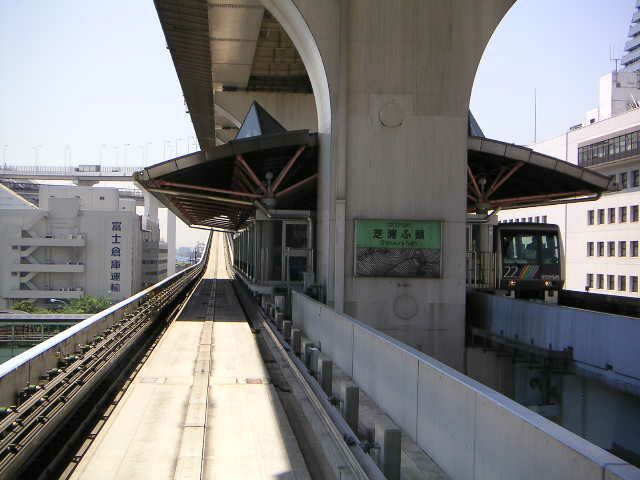
行走中的車內（2004年6月4日）

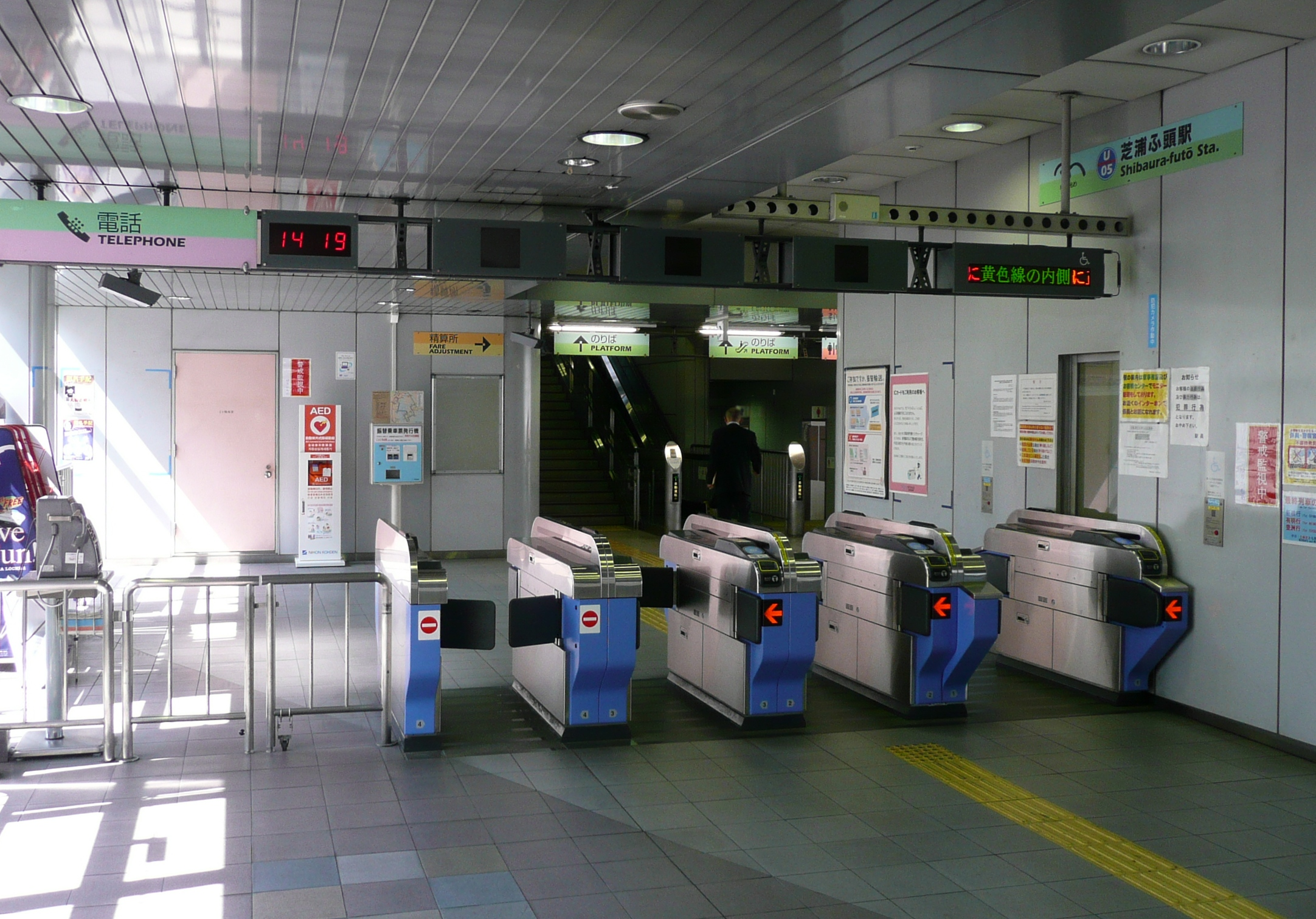
閘口（2010年6月）

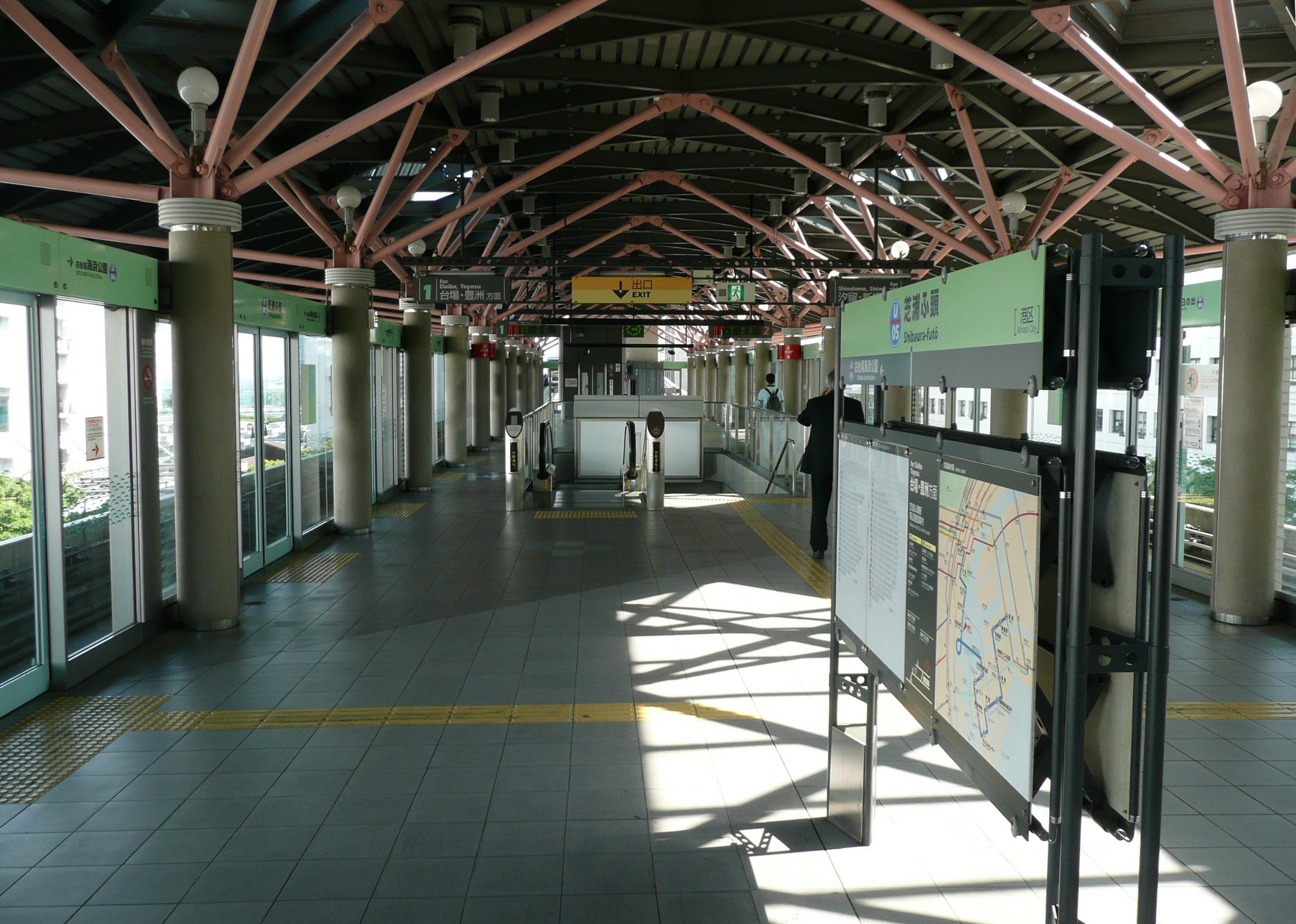
月台（2010年6月）

芝浦埠頭站（日语：／ Shibaura-futō eki */?）是位於日本東京都港區海岸三丁目，屬於東京臨海新交通臨海線（百合鷗）的車站。車站編號是U 05。
車站周邊位於東京灣2號填海地，有很多倉庫。本站為台場方向列車跨過彩虹大橋前的新橋側末站，並為彩虹橋周邊徒步距離最近的一站。本站南側的百合鷗線設計成螺旋形展線以供軌道爬坡進入彩虹大橋之用。

## 車站構造
島式月台1面2線的高架車站。站舍位於首都高速11號台場線的正下方。

### 月台配置
| 月台 | 路線   | 目的地                     |
| ---- | ------ | -------------------------- |
| 1    | 百合鷗 | 台場、青海、有明、豐洲方向 |
| 2    | 百合鷗 | 新橋方向                   |

## 歷史
- 1995年（平成7年）11月1日 - 開業。

## 利用狀況
2015年度的1日平均上車人次為2,454人。近年的1日平均上車人次推移如下表。
| 年度   | 百合鷗 | 來源   |
| ------ | ------ | ------ |
| 1995年 | 1,908  | [ 1 ]  |
| 1996年 | 2,641  | [ 2 ]  |
| 1997年 | 2,726  | [ 3 ]  |
| 1998年 | 2,970  | [ 4 ]  |
| 1999年 | 3,350  | [ 5 ]  |
| 2000年 | 3,496  | [ 6 ]  |
| 2001年 | 3,367  | [ 7 ]  |
| 2002年 | 4,225  | [ 8 ]  |
| 2003年 | 4,549  | [ 9 ]  |
| 2004年 | 3,807  | [ 10 ] |
| 2005年 | 3,244  | [ 11 ] |
| 2006年 | 2,977  | [ 12 ] |
| 2007年 | 3,262  | [ 13 ] |
| 2008年 | 2,556  | [ 14 ] |
| 2009年 | 2,512  | [ 15 ] |
| 2010年 |        |        |

## 車站周邊
此站開業前，附近除巴士以外西北面距離最近的JR田町站、都營地下鐵三田站步行至少需要20分鐘，雖然不是臨海副都心新開發地區，但非常受惠於百合鷗開業。
- - 富士倉庫運輸
  - 三井倉庫本社：MSC中心大廈
  - 東京勞動局 海岸廳舍
  - 栗林運輸
  - 五十嵐冷藏（日语：五十嵐冷蔵）

## 相鄰車站
百合鷗
 東京臨海新交通臨海線（百合鷗）
日之出（U 04）－芝浦埠頭（U 05）－御台場海濱公園（U 06）

## 腳注
1. ↑  .   [2017-05-18]. （原始内容存档于2013-02-03）.
2. ↑  .   [2017-05-18]. （原始内容存档于2013-02-03）.
3. ↑  .   [2017-05-18]. （原始内容存档于2016-03-04）.
4. ↑  東京都統計年鑑（平成10年）PDF
5. ↑  東京都統計年鑑（平成11年）PDF
6. ↑  .   [2017-05-18]. （原始内容存档于2016-03-04）.
7. ↑  .   [2017-05-18]. （原始内容存档于2016-03-04）.
8. ↑  .   [2017-05-18]. （原始内容存档于2017-07-29）.
9. ↑  .   [2017-05-18]. （原始内容存档于2017-07-29）.
10. ↑  .   [2017-05-18]. （原始内容存档于2017-07-29）.
11. ↑  .   [2017-05-18]. （原始内容存档于2017-07-29）.
12. ↑  .   [2017-05-18]. （原始内容存档于2017-07-29）.
13. ↑  .   [2017-05-18]. （原始内容存档于2017-07-29）.
14. ↑  .   [2017-05-18]. （原始内容存档于2017-07-29）.
15. ↑  .   [2017-05-18]. （原始内容存档于2016-03-26）.

## 外部連結
- 芝浦埠頭站 （页面存档备份，存于） - 百合鷗